# Rudolph Höhn
Philipp Rudolph Höhn (* 18. März 1834 in Langenschwalbach; † 25. Januar 1906 in Wiesbaden) war ein deutscher Bürgermeister und Mitglied des Provinziallandtages der Provinz Hessen-Nassau.

## Leben
Philipp Rudolph Höhn war ein Sohn des Uhrmachers Johann Jacob Höhn und dessen Ehefrau Marie Philippine Scheuermann (1811–1887). Er erlernte den Beruf des Uhrmachers, übernahm später das elterliche Geschäft und war kommunalpolitisch engagiert. 
In den Jahren von 1877 bis 1899 bekleidete er das Amt des Bürgermeisters in Langenschwalbach. In seine Amtszeit fällt der Bau der Langenschwalbacher Bahn.
Für den Untertaunuskreis war er Mitglied des Kreistags, des Bezirksrats und Kreisdeputierter. 
Von 1886 bis 1897 hatte er ein Mandat für den Nassauischen Kommunallandtag des preußischen Regierungsbezirks Wiesbaden bzw. für den Provinziallandtag der Provinz Hessen-Nassau, wo er Mitglied der Rechnungsprüfungs- und Finanzkommission war. 
Nach seiner Wiederwahl 1898 verzichtete er auf sein Mandat und zog 1899, als er das Amt des Bürgermeisters niedergelegt hatte, aus gesundheitlichen Gründen nach Wiesbaden.
Er war verheiratet mit Franziska Susanne Besier (1840–1907).